# 小澤オサム
小澤オサム（おざわ おさむ、1972年9月20日 - ）は、日本のバイオリニスト。東京都東村山市生まれ、羽村市在住。
金谷ヒデユキ＆邪道アコースティックファクトリー（通称：JAF）にてバイオリンとコーラスを担当。

## 略歴
高校時代のクラブ活動でバイオリンを始める。大学時代はオーケストラのコンサートマスターを務め、その後、某ガス会社に勤める傍ら、クラシックからJAZZ、POPS、カントリーなど広く活動を続ける。
金谷ヒデユキとの出会いは、金谷ヒデユキ作詞・作曲の「夏草」に小澤が感銘を受け、2002年に表参道のライブハウスの楽屋で「一緒にやりませんか」と声をかけ、金谷が「やろう」と応えたことによる。
2004年にはJAZZバイオリニストの太田惠資に誘われ共演。
2008年～2009年、カントリー界の大御所、三田ひろし&ザ・ジュビリーにフィドルで参加。
現在はJAF以外に、オーケストラや室内楽等で活動中。